# Landolphia calabarica
Landolphia calabarica là một loài thực vật có hoa trong họ La bố ma. Loài này được (Stapf) E.A.Bruce mô tả khoa học đầu tiên năm 1947.